# Drosanthemum pauper
Drosanthemum pauper är en isörtsväxtart som först beskrevs av Moritz Kurt Dinter, och fick sitt nu gällande namn av Moritz Kurt Dinter och Schwant. Drosanthemum pauper ingår i släktet Drosanthemum och familjen isörtsväxter. Inga underarter finns listade i Catalogue of Life.